# Övre Kanada
Övre Kanada (engelska: Province of Upper Canada, franska: Province du Haut-Canada) var en brittisk koloni vid den övre delen av Saint Lawrencefloden, norr om Ontario- och Eriesjöarna, i Brittiska Nordamerika. Området motsvarar de södra delarna av den nutida kanadensiska provinsen Ontario.

## Existens
Övre Kanada bildades 1791 i och med ett beslut som delade upp provinsen Quebec i Övre och Nedre Kanada. 1841 slogs Övre Kanada samman med Nedre Kanada och bildade Provinsen Kanada. Övre Kanada, under namnet Canada West, fortsatte att spela en viss politisk roll eftersom hälften av ledamöterna i provinsens lagstiftande församling tillsattes av Canada West. När den kanadensiska konfederationen bildades 1867 blev Canada West provinsen Ontario. Under 1812 års krig, i och med general Isaac Brocks intagande av Detroit den 16 augusti, administrerades Michiganterritoriet delvis genom provinsen Övre Kanada.

## Befolkningsutveckling
| År   | Befolkning |
| ---- | ---------- |
| 1791 | 10 000     |
| 1806 | 70 000     |
| 1812 | 95 000     |
| 1824 | 150 000    |
| 1830 | 213 000    |
| 1835 | 375 000    |
| 1841 | 456 000    |

Källa: 

## Statsskick

### Verkställande makt
Den verkställande makten utövades av en viceguvernör (Lieutenant Governor) och ett rådgivande provinsråd, Executive Council, under viceguvernörens ordförandeskap. Både viceguvernören och rådet utnämndes formellt av den brittiska monarken (i praktiken den brittiska regeringen). Provinsrådet var även provinsens högsta juridiska instans. 

### Lagstiftande makt

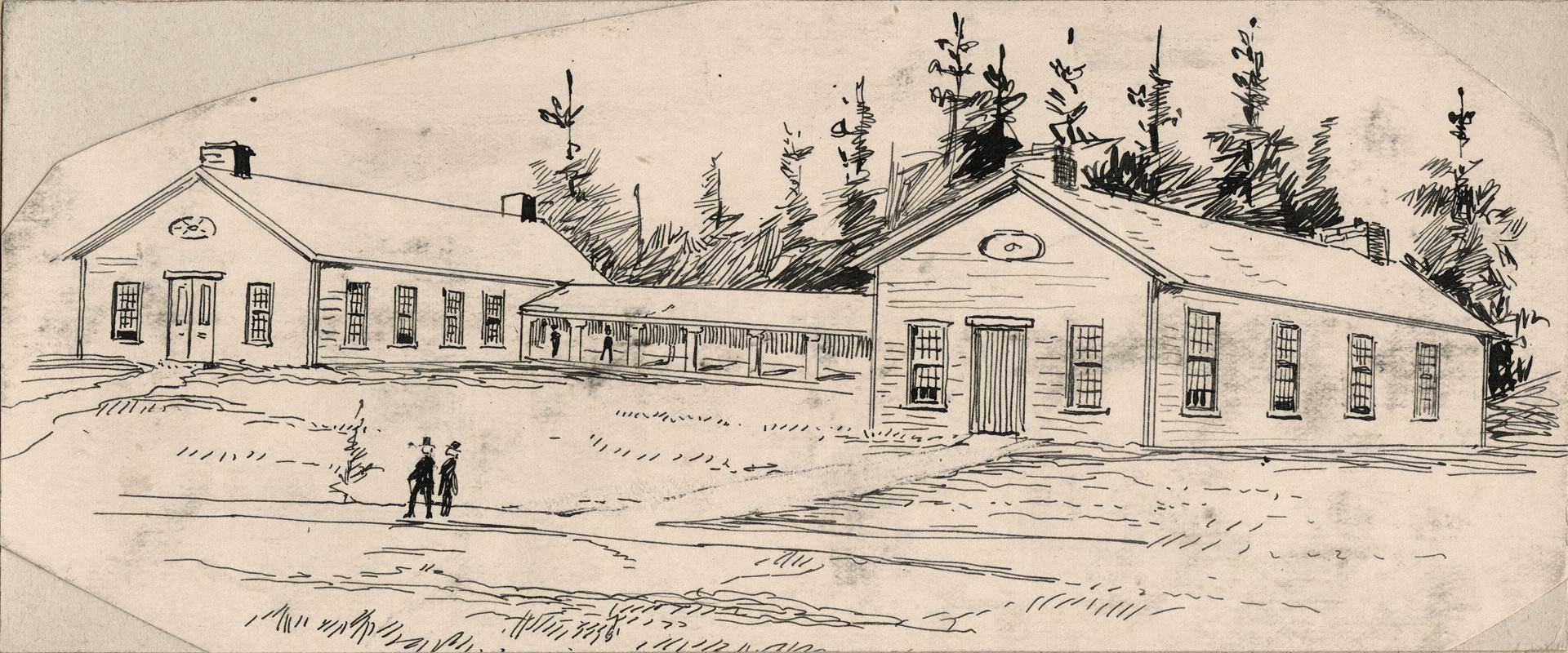
Övre Kanadas första parlamentsbyggnad, nedbränd av amerikanska armén 1813 under 1812 års krig.

Den lagstiftande makten utövades av ett parlament, bestående av en övre kammare, Legislative Council, och en nedre kammare, Legislative Assembly. Den övre kammaren hade minst sju ledamöter utsedda på livstid av viceguvernören. Viceguvernören utsåg sedan en av ledamöterna till talman. Den nedre kammaren hade minst 16 ledamöter valda i allmänna val för fyraårsperioder. Det fanns inget egendomsstreck för valbarhet, men präster var inte valbara. Den nedre kammaren skulle mötas minst en gång om året och utsåg sin egen talman. Viceguvernören hade vetorätt och kunde även underställa ett lagförslag Londonregeringen för avgörande. En proposition som godkänts av viceguvernören och blivit lag, kunde trots det upphävas av Londonregeringen inom två år efter dess antagande.

### Rösträtt
Väljare var personer minst 21 år gamla vilka ägde fast egendom eller lösöre till ett visst värde. Detta rösträttsstreck var dock satt ganska lågt, vilket gav tämligen många rösträtt. Eftersom kvinnor enligt common law inte kunde äga egendom, så var det bara män som hade rösträtt (till skillnad från Nedre Kanada där fransk egendomsrätt var rådande).

### Dömande makt
När provinsen bildades ärvde den det domstolssystem som funnits i provinsen Quebec. 1794 skapade dock provinsen ett eget domstolssystem. Courts of Quarter Sessions med fredsdomare och lokala distriktsdomstolar (bägge med lekmannadomare) utgjorde grunden, men kärnan i domstolssystemet var Court of King's Bench, med tre lagfarna domare. Denna domstol hade jurisdiktion över alla viktiga civil- och brottmål samt avgjorde överklaganden från de lägre domstolarna. Som besvärsinstans över den stod provinsrådet. 1837 tillkom även en Court of Chancery, en specialdomstol för mål i equity. I teorin kunde provinsrådets avgöranden överklagas till det det brittiska kronrådet, men det förekom inte i praktiken.

## Huvudstad
Den 1 februari 1796 flyttades Övre Kanadas huvudstad från Newark (nuvarande Niagara-on-the-Lake) till York (nuvarande Toronto). När Övre Kanadas huvudstad flyttades till York (nuvarande Toronto) låg dess parlament först i korsningen mellan Parliament Street och Front Street, en byggnad som senare övergavs. 2001 fann man rester av den gamla parlamentsbyggnaden när man skulle bygga en annan byggnad på platsen.

### Fotnoter
1. 1 2  Ontario's Population 2016-05-05
2. ↑  ”Quebec” (på engelska). World Statesmen. http://www.worldstatesmen.org/Canada_Provinces_P-Y.html#Quebec. Läst 9 november 2015.
3. 1 2  Craig 1988, s. 18-19.
4. ↑  Upper Canada History 2016-04-24.
5. ↑  Constitutional Act 1791 2016-04-24.
6. ↑  Moore 1997, sid. 21-22.
7. ↑  Brown 1983, sid. 275.
8. ↑  Moore 2014, sid. 14.